# Munca forțată a ungurilor în Uniunea Sovietică

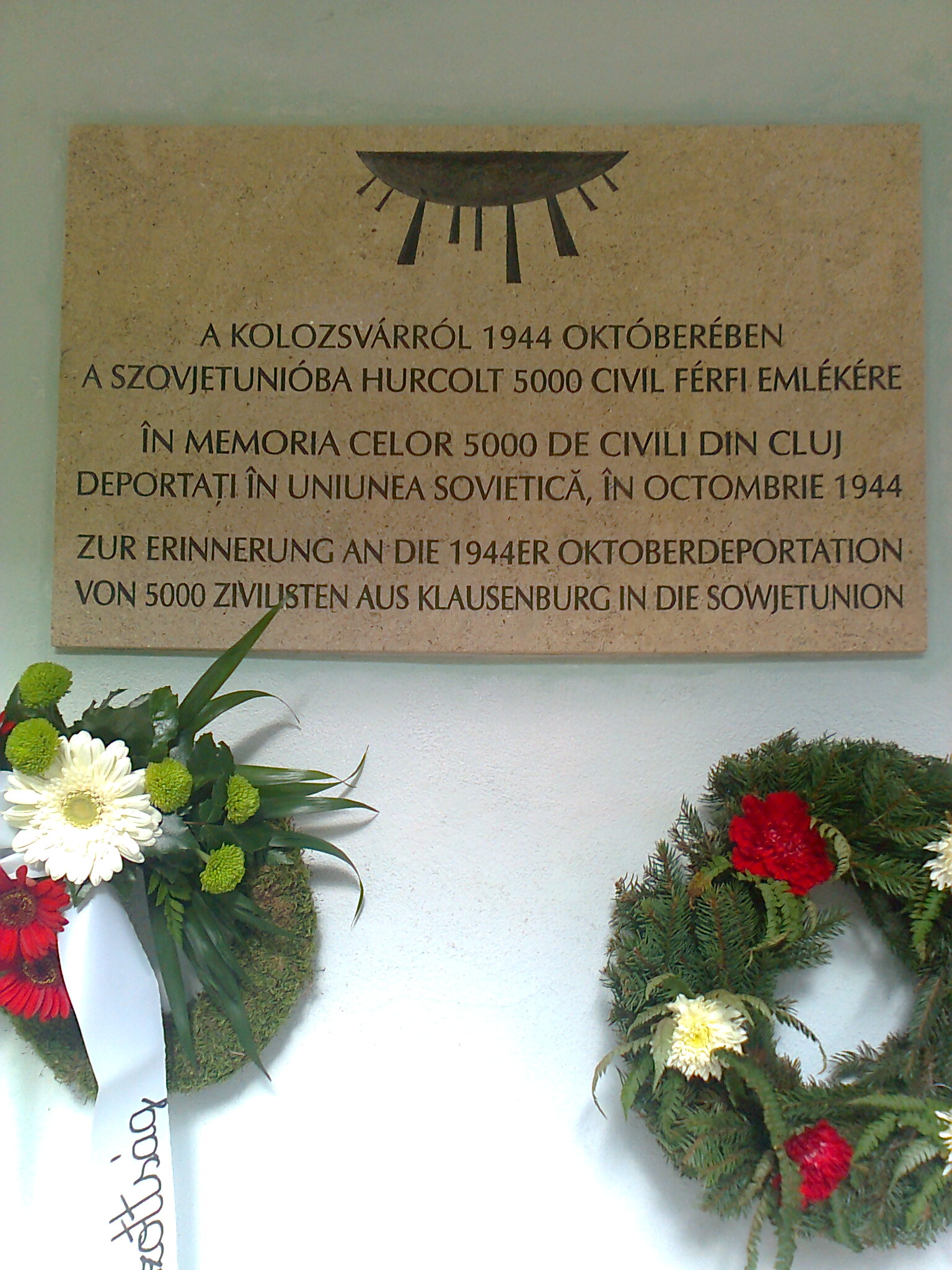
Placa memorială în memoria civililor din Cluj-Napoca deportați pentru muncă forțată în Uniunea Sovietică

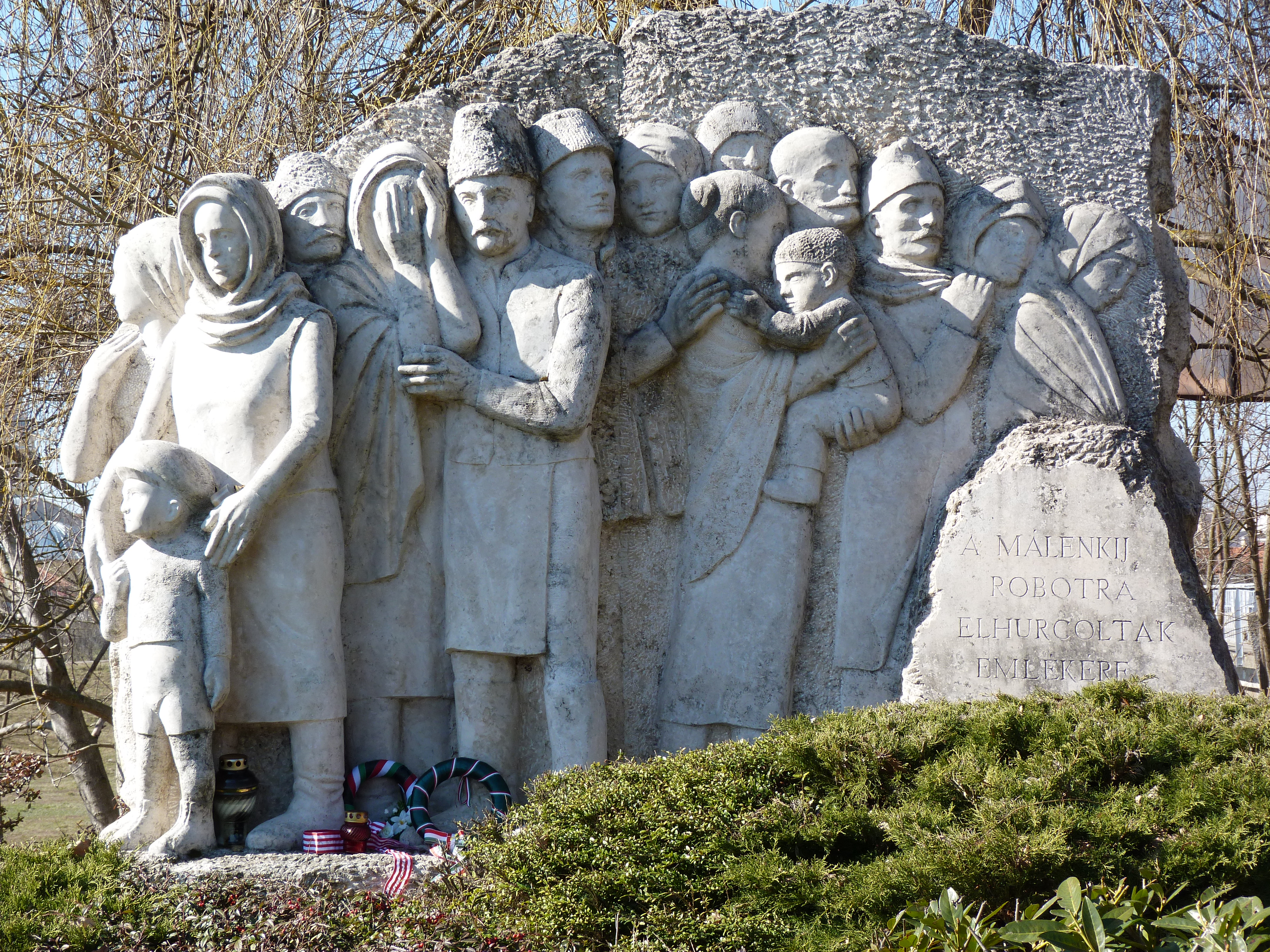
Monumentul din Vásárosnamény al celor deportați pentru „málenkij robot”

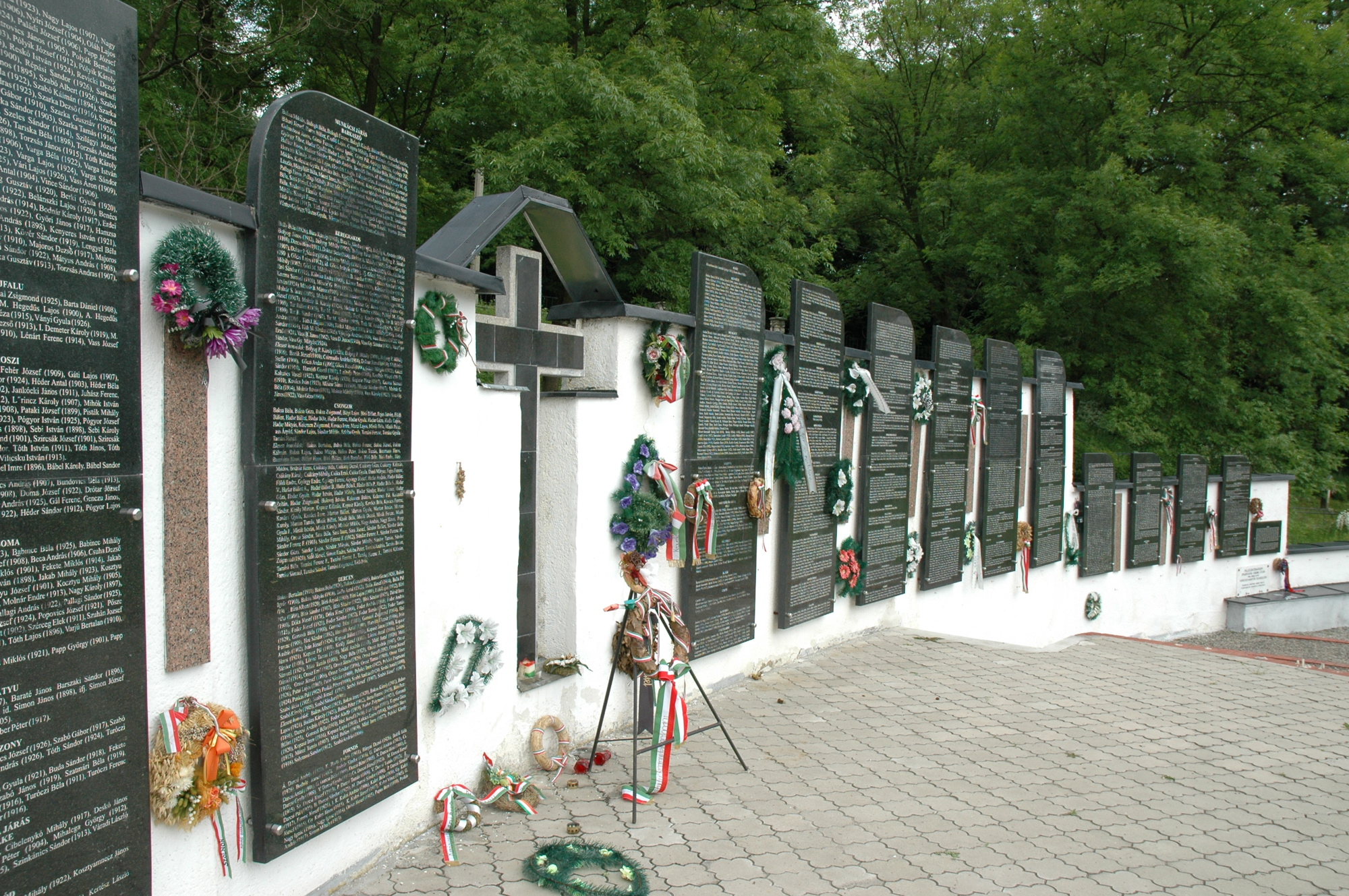
Memorialul „Málenkij robot” din Svaleava

Munca forțată a ungurilor în Uniunea Sovietică în urma ocupării țării de către Armata Roșie la sfârșitul celui de-al Doilea Război Mondial a fost un subiect care nu a fost cercetat până la prăbușirea regimurilor comuniste și destrămarea Uniunii Sovietice. Nu sunt cunoscute cifre exacte, există însă estimări conform cărora până la 600.000 de unguri au fost deportați, între care aproximativ 200.000 de civili. Numărul celor care au murit în timpul deportărilor este estimat la 200.000 de persoane. Munca forțată a ungurilor a fost parte a unui mai vast sistem, cel al muncii forțată a cetățenilor străini în Uniunea Sovietică.
În afară de cei deportați din Ungaria, un număr necunoscut de maghiari au fost deportați din Transilvania în Uniunea Sovietică în contextul recuperării de către România a teritoriului pierdut în 1940 prin Dictatul de la Viena. În 1944, un număr de unguri au fost acuzați de autoritățile române că activează ca „partizani” în spatele frontului și au fost transferați sub controlul administrației sovietice. La începutul anului 1945,  în timpul campaniei de „degermanizare”, toți ungurii cu nume germane au fost trimiși în Uniunea Sovietică în conformitate cu ordinul Ordinul 7161.

## Prizonierii de război și civilii
În Ungaria și în rândul minorității maghiare din Transcarpatia, acest tip de muncă a fost numit málenkij robot, o formă deformată a termenului rusesc malenkaya rabota (маленькая работа), care însemna "puțină muncă". Expresia a luat naștere în timpul primului val de deportări ale ungurilor: după ocuparea orașelor maghiare, civilii au fost adunați pentru „puțină muncă” – îndepărtarea ruinelor.
Cea mai mare deportare a primului val a avut loc la Budapesta. Rapoartele mareșalului sovietic Rodion Malinovski ar fi supraestimat numărul  prizonieri de război luați după Bătălia de la Budapesta și, pentru ca să acopere diferența , aproximativ 100.000 de civili au fost reținuți la Budapesta și în suburbiile orașului. Cei deportați în primul val au fost  în principal cei din nord-vestul Ungariei, în localitățile aflate în calea înaintării  armatei sovietice.
Cel de-al doilea val din ianuarie 1945 a fost mai bine organizat și a implicat oameni din toată Ungaria. Potrivit Ordinului 7161 al Comitetului de Apărare al Statului, etnicii germani urmau să fie deportați pentru muncă forțată din teritoriile ocupate, inclusiv din Ungaria. Autoritățile sovietice aveau cote de deportare pentru fiecare regiune în parte, iar când țintele nu au fost atinse, numărul celor deportați a fost completat cu etnici maghiari. În această perioadă au fost deportați și prizonierii de război maghiari. 
Prizonierii de război și civilii deportați au fost gestionați de Direcția Generală pentru Prizonierii de Război și Internați a  NKVD-ului, (cunoscut prin acronimul său rus, GUPVI), care dispunea de propriile sale lagăre de muncă, similare cu cele ale Gulag-ului.
Deportații au fost transportați în  vagoane de marfă în tabere de tranzit din România și Ucraina apuseană. Mărturiile supraviețuitorilor sugerează o rată ridicată a mortalității în lagăre și în tranzit din diverse cauze - dizenterie, vreme aspră și malnutriție.
Deportații maghiari au fost internați în aproximativ 2.000 de lagăre. Un număr mare de tabere au fost identificate: 44 de tabere în Azerbaidjan, 158 în statele baltice, 131 în Belarus, 119 în nordul Rusiei, 53 în vecinătatea Leningrad, 627 în  Rusia centrală, 276 în Munții Ural și 64 în Siberia.

## Prizonierii politici
Un alt grup de deportați a fost format din maghiarii condamnați de tribunale sovietici pentru „activități antisovietice”. Din acest grup au făcut persoane aparținând următoarelor categorii:
- Foști soldați care slujiseră în forțele de ocupație pe teritoriul sovietic.
- Membrii organizației paramilitare de tineret  Levente, care fuseseră obligați să servească în forțele auxiliare până la sfârșitul războiului.
- Înalți funcționari de stat și politicieni care nu aparțineau partidelor de stânga.

Acest grup de prizonieri au fost trimiși cu precădere în lagărele GULAG-ului, nu în cele ale GUPVI. 
În timpul perioadei de destalinizare, sentințele supraviețuitorilor au fost anulate, iar 3.500 de foști condamnați au fost repatriați. Numărul total al condamnaților a fost estimat de către activiștii organizației Szorakész a supravițuitorilor Gulagului la aproximativ 10.000 de oameni.

## Repatrierea
Guvernul lui Ferenc Nagy⁠(d) a început la începutul anului 1946 negocieri pentru repatrierea deportaților maghiari. Primul val de repatrieri pe scară largă a avut loc din iunie până în noiembrie 1946, după care repatrierile au fost întrerupte până în mai 1947. Ultimul grup de aproximativ 3.000 de maghiari s-a reîntors în patrie în perioada 1953-1955, după moartea lui Stalin. cercetătorii maghiari estimează că 330.000-380.000 de deportați la muncă forțată sau reîntors în țară, iar aproximativ 200.000 au pierit în tranzit sau în captivitate.

## Vedeți și:
- Munca prizonierilor de război în Uniunea Sovietică